# Brandslangstraat
De Brandslangstraat is een straat in de buurt Cruquiuswerf in het Oostelijk Havengebied in Amsterdam-Oost.

## Geschiedenis
De straat is gelegen op een landtong tussen de Entrepothaven, (de monding van) het Amsterdam-Rijnkanaal en de ingang van de Nieuwe Vaart. Hier lag jarenlang een industriegebiedje aan de rand van de Amsterdamse haven. Een van de firma’s die er gevestigd was, was "NV Noord Hollandsche Asbestfabriek J. de Boer". Behalve dat ze handelde in asbest, fabriceerde het ook brandweermateriaal, beide uiteraard voor de scheepvaart. De Boer voegde langzaamaan Ajax aan de naam toe, aanvankelijk genoemd naar de gehelmde Griekse held, maar kreeg middels een zoon een binding met de club met die naam en zodoende verschoof de naam steeds meer richting Ajax Brandbeveiliging. De eens zo goede bereikbaarheid (havengebied) werd langzaam minder, mede omdat het havengebied omgebouwd werd tot woonwijk. Op de landtong was ook geen plek voor uitbreiding. Toen ook dit industriegebied te maken kreeg met een herontwikkeling tot woon/werkgebied, werd Ajax verzocht zich elders te vestigen; dat werd uiteindelijk Utrecht. Nadat zowat alle bedrijven uit de oude garde verdwenen waren kon KCAP onder aanvoering van Irma van Oort aan de slag om een ontwerp te maken voor een woonwijk alhier onder de naam Cruquiuswerf. Zij ontwierp(en) een stratenplan etc. en ging slopen, saneren en bouwen. 

## Straatnaam
De straatnaam Brandslangstraat, vernoemd naar brandslang, is een directe verwijzing naar de merknaam Ajax. Andere straten in het buurtje, dat op de 1,3 hectare als deel van een grotere geheel gebouwd werd, kregen namen als Sprinklerstraat (sprinklerinstallatie), Vluchtladderstraat (vluchtladder) en Rookmelderstraat (rookmelder). De Brandslangstraat is de enige verkeersstraat in het buurtje, de overige straten zijn voetgangersgebied rondom een naamloos binnenpleintje. Er kwamen gebouwen te staan van KCAP, Atelier PUUUR en Studio Donna van Milligen Bielke.

## Gebouwen
Door de bocht die de landtong hier maakt, werd de Brandslangstraat de noordelijke grens van een waaierachtig wijkje. Dat had dan weer als voordeel dat op de ribben van de waaier de straten konden liggen waaraan gebouwd kon worden. Daarbij kon door die vorm meer woningen gebouwd worden met zicht op het water. In 2021 werd het wijkje grotendeels opgeleverd.        